# Ichthyornis
Ichthyornis is een geslacht van uitgestorven getande zeevogels met een hoogte van twintig centimeter uit het Laat-Krijt van het huidige Noord-Amerika. Dit geslacht behoorde tot de Ichthyornithes en was een vrij nauwe verwant van de huidige vogels, de Neornithes.
Hoe Ichthyornis eruitzag is afgeleid uit fossielen die gevonden werden in Kansas, Alberta en Texas. Het dier had de bouw van de hedendaagse sterns maar met een grotere kop en snavel. Ook de reeds genoemde tanden waren natuurlijk afwijkend. Ichthyornis had een groot borstbeen, de plaats waar de vleugelspieren bij vogels aangehecht zijn, wat aangeeft dat het een goede vlieger was. Vergeleken met zijn tijdgenoten was Ichthyornis een zeer moderne vogel. Waarschijnlijk leefde dit dier in groepen langs de kust en voedde zich met vissen, waarbij de tanden als extra grip goed van pas kwamen bij het vangen. Het fossiel van een verwant van Ichthyornis werd enkele jaren terug in Limburg gevonden.

## Vondst en naamgeving

### Ichthyornis anceps
Het eerste fossiel van Ichthyornis werd in 1870 gevonden door de staatsgeoloog van Kansas, Benjamin Franklin Mudge, bij de Bow Creek op de heuvel van de Sugar Bowl Mound. Mudge had toentertijd een regeling met de paleontoloog Edward Drinker Cope om deze fossiel materiaal te doen toekomen. Het fossiel van Ichthyornis stond al klaar in een krat om verzonden te worden toen Mudge een aanbod kreeg van professor Othniel Charles Marsh om zulke vondsten gratis te beschrijven met erkenning van Mudge als ontdekker. Die laatste haalde toen het label van de krat af en stuurde hem naar Marsh.

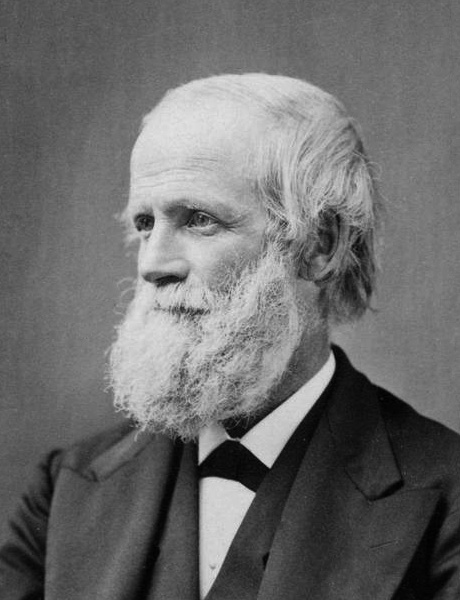
Mudge ontdekte Ichthyornis

In het door Marsh ontvangen materiaal bevond zich een stuk onderste middenhand, specimen YPM 1208. Het werd door hem in 1872 benoemd als een soort van Graculavus: Graculavus anceps. In een latere publicatie dat jaar benoemde Marsh een skelet zonder schedel maar met wervels, vleugels en achterpoten, specimen YPM 1450, als een nieuw geslacht en soort: Ichthyornis dispar. De geslachtsnaam betekent 'visvogel', afgeleid van het Oudgrieks ἰχθύς, ichthys, 'vis', en ὄρνις, ornis, 'vogel', omdat Marsh de wervels op die van vissen vond lijken. De soortaanduiding betekent 'de ongelijksoortige'. Een week later beschreef Marsh een stel onderkaken als het zeereptiel Colonosaurus mudgei. Pas in 1873 begreep Marsh dat de onderkaken, voorzien van tanden, van Ichthyornis waren die dus een vogel met tanden was, indertijd nog een opzienbarende ontdekking omdat niet eens bekend was dat Archaeopteryx tanden bezat. Colonosaurus is daarmee een jonger synoniem van Ichthyornis. Opmerkelijk is dat nog in de jaren vijftig van de twintigste eeuw verschillende onderzoekers alsnog dachten dat de kaken van pasgeboren Mosasauridae waren en zo laat als 1972 de ornitholoog Pierce Brodkorb stelde dat Marsh opzettelijk een fout verband gelegd had om de combinatie zo spectaculair mogelijk te maken. Tegenwoordig wordt dit algemeen afgewezen. Ichthyornis dispar is de typesoort van het geslacht. In 1880 wees Marsh ook YPM 1208 aan Ichthyornis toe, als een Ichthyornis anceps. In 2004 bleek echter dat er geen verschil was met het materiaal van I. dispar behalve dat het wat groter was. Mocht dat op individuele variatie berusten, impliceert het gebrek aan onderscheid dat I. dispar een jonger synoniem is van Ichthyornis anceps en die laatste als combinatio nova de geldige naam voor het typemateriaal met YPM 1208 als holotype. YPM 1450 is echter het genoholotype van het geslacht als zodanig, een verwarrende situatie. De meeste onderzoekers zijn de naam I. dispar blijven gebruiken.
Het holotype is gevonden in een laag van de Niobraraformatie, een zeeafzetting die dateert uit het Coniacien-Santonien, ongeveer zesentachtig miljoen jaar oud. In de lagen zijn later tientallen ichthyornisfossielen gevonden, negenenzeventig bevinden zich alleen al in de collectie van het Yale Peabody Museum, maar de meeste waren tamelijk fragmentarisch en schedelmateriaal is nog steeds schaars.
In 1880 wijdde Marsh een grote monografie aan vogels uit het Krijt met hulp van zijn assistenten Oscar Harger en George Bird Grinnell. Het boek was prachtig geïllustreerd en werd op staatskosten uitgegeven. In 1892 zou dit geschrift hem nog lelijk opbreken. Zijn rivaal Cope beschuldigde hem ervan dat hij zijn medewerkers het hele boek had laten schrijven en het Amerikaanse Congres, dat een anti-intellectualistische fase doormaakte, greep de affaire aan om de banden tussen Marsh en de United States Geological Survey te verbreken.
Marsh' werk werd lange tijd gezien als niet meer te overtreffen. Een moderne beschrijving van het materiaal ontbrak daarom lange tijd. In 2002 publiceerde Julia Clarke in een dissertatie een nieuwe osteologie van Ichthyornis en een wetenschappelijk artikel met deze informatie werd in 2004 gepubliceerd.

### Jongere synoniemen vanIchthyornis anceps

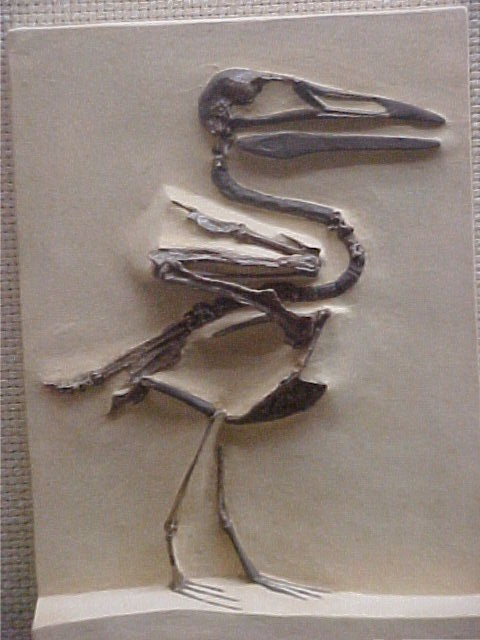
Een afgietsel van de composietopstelling van "I. victor"

Verschillende vondsten zijn benoemd als eigen soorten maar bleken later identiek te zijn aan I. anceps/I. dispar. YPM 1209, een bovenste middenhand, werd in 1873 door Marsh benoemd als Graculavus agilis maar bleek hem in 1880 identiek te zijn aan Ichthyornis. In 1876 werd specimen YPM 1452 ontdekt, bestaande uit drie stukken van een linkeropperarmbeen en twee stukken van een rechterschoudergordel, en hetzelfde jaar door Marsh benoemd als Ichthyornis victor, de 'overwinnaar', die een grotere soort zou vertegenwoordigen. Een aanzienlijk aantal specimina werd hieraan toegewezen — YPM 1447, YPM 1456, YPM 1457, YPM 1458, YPM 1461, YPM 1463, YPM 1464, YPM 1724, YPM 1726, YPM 1727, YPM 1732, YPM 1733, YPM 1735, YPM 1739, YPM 1741, YPM 1742, YPM 1743, YPM 1745 en YPM 1775 — en verschillende fragmenten werden rond 1900 door Hugh Gibb gecombineerd in een skeletopstelling die lange tijd het beeld van Ichthyornis zou bepalen. Het werd tentoongesteld als het holotype van I. victor maar omvatte YPM 1452 in feite niet. In 1997 werden deze opstelling en een gelijksoortige van I. dispar gedemonteerd om de specimina weer te scheiden. In 2004 werd vastgesteld dat er behalve het onderscheid in grootte geen verschil was met I. dispar, op een groter aantal (vergroeide) sacrale wervels na. Het is in beginsel mogelijk dat er twee soorten waren die alleen in omvang verschilden. In dat laatste geval heeft de grotere soort de geldige naam I. anceps, de kleinere is dan I. dispar. I. victor en I. agilis zijn in dat geval jongere synoniemen van I. anceps.
In 1877 werd een ellepijp gevonden, specimen YPM 1740, die in 1880 door Marsh werd benoemd als Ichthyornis validus. In 2004 werd het gezien als een jonger synoniem van I anceps/I. dispar. Het bot is opmerkelijk omdat het aan een nog onvolgroeid jongvolwassen dier moet hebben toebehoord, het enige dat van Ichthyornis bekend is, maar wel al de omvang had van sommige volwassen exemplaren. Marsh wees er ook een ravenbeksbeen aan toe, specimen YPM 1446. Enig verband met I. validus valt niet aan te tonen. Het bot is echter in details duidelijk afwijkend van overige bekende ravenbeksbeenderen van Ichthyornis zodat het om een nog onbenoemde aparte soort kan gaan.
In 1962 beschreef Alexander Wetmore een stuk onderste opperarmbeen, specimen USNM 22820 gevonden bij de Hewlett Farm, Greene County, Alabama, als Plegadornis antecessor. De geslachtsnaam was al bezet door Plegadornis Brehm 1855 en werd daarom in 1972 door G.N. Kashin hernoemd tot Angelinornis. In 1975 maakte Storrs Lovejoy Olson hier een Ichthyornis antecessor van. In 2004 werd vastgesteld dat beide jongere synoniemen waren van Ichthyornis anceps.

### Aparte soorten en geslachten
In 1872 vond Marsh zelf bij de Butte Creek in Logan County, Kansas een synsacrum, specimen YPM 1451. In 1873 benoemde Marsh dit als een Ichthyornis celer, 'de snelle'. Hetzelfde jaar benoemde hij dit echter als een apart geslacht Apatornis.
In 1880 hernoemde Marsh Graculavus lentus, gebaseerd op specimen YPM 1796, een middenvoet, in een Ichthyornis lentus maar in 2004 maakte Julia Clarke daar het aparte geslacht Austinornis van.
Ook in 1880 benoemde Marsh een Ichthyornis tener, 'de tengere', gebaseerd op YPM 1760, een heiligbeen. In 2004 werd dit door Clarke hernoemd tot het aparte geslacht Guildavis.
In 1986 benoemde Lew Alexandrowitsj Nesow Ichthyornis maltshevskyi op basis van een stuk heiligbeen maar dat werd in 1996 tot een apart geslacht Lenesornis gemaakt door Jewgeni Nikolajewitsj Koerotsjkin. In 1990 benoemde Nesow een ruggenwervel als Ichthyornis minusculus, volgens Koerotsjkin was dit een of ander lid van de Enantiornithes. Hoewel later onderzoek dit laatste onwaarschijnlijk achtte, is het in ieder geval geen nauwe verwant van Ichtyornis anceps.
In 2004 benoemde Clarke specimen YPM 1734, een skelet zonder schedel waarvan verschillende elementen voor de skeletopstelling van Hugh waren gebruikt, als een apart geslacht: Iaceornis.
Clarke concludeerde in 2004 dat er maar één geldige soort van Ichthyornis was: I. anceps/I. dispar.

## Beschrijving

### Grootte en algemene bouw

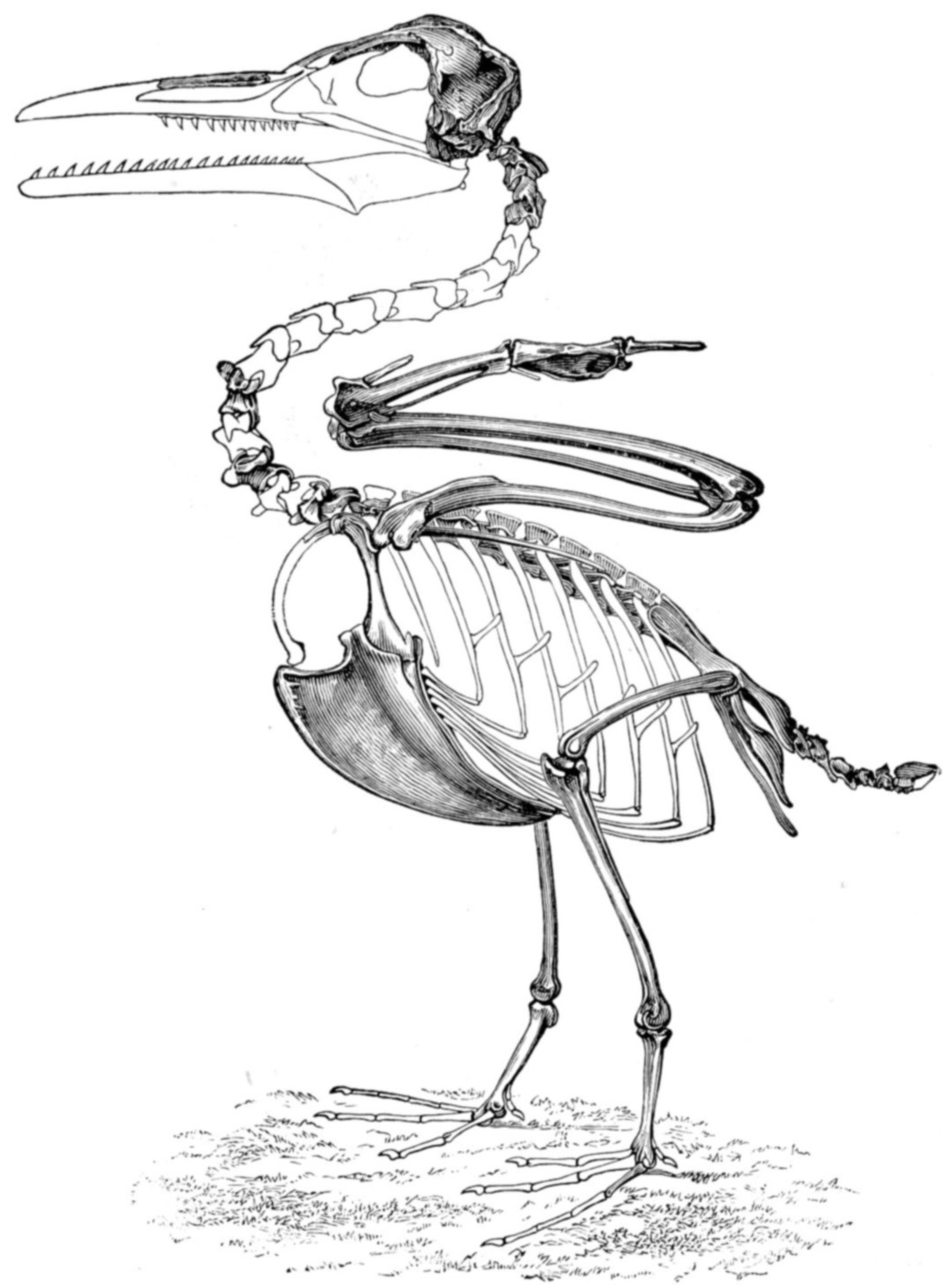
Deze reconstructie door Marsh uit 1886 toont het hoofd te groot

Ichthyornis had ongeveer de grootte van een duif. De lichaamslengte bedraagt zo'n kwart meter; de vleugelspanwijdte zal, als slagpennen de handlengte verdubbelden, een zestig centimeter hebben bedragen.
De algemene bouw van het dier is wat onzeker. De reconstructies van Marsh waren gebaseerd op samenvoeging van materiaal dat aan verschillende individuen toebehoorde. Daarin moest Marsh noodgedwongen moderne vogels tot model nemen. Naar huidige inzichten heeft hij de kop veel te groot ingeschat. Daarbij is het profiel ervan erg onzeker. De bovenkant van de snuit is onbekend en het is daarom maar de vraag of de snavel echt zo spits was als Marsh afbeeldde. In de reconstructie was de nek erg lang en flexibel. Dat is een plausibele vorm gezien de lengte en vermoedelijke onderlinge beweeglijkheid van de gevonden individuele halswervels. Een volledige nek is echter nooit gevonden. De staart is kort en eindigt in een pygostyle, vergroeiing van de uiterste staartwervels. De romp is vrij gedrongen en hoog door een forse borstkam, de bevestiging voor de vliegspieren. Dit wijst op een krachtige musculatuur, wat weer bevestigd wordt door een krachtige arm. De achterpoten zijn tamelijk langgerekt en niet heel sterk. De bouw van de tenen is grotendeels onbekend.
Ichthyornis is vaak gezien als een 'Mesozoïsche stern' gezien zijn voorkomen in zeeafzettingen. Dat heeft geleid tot de conventie hem ook de kleurtekening van een stern te geven: wit met een zwarte kruin. Hoewel dat functionele kleuren zijn voor een zeevogel, is er verder geen enkele aanwijzing over de echte tinten van Ichthyornis.

### Onderscheidende kenmerken
Marsh had moeite onderscheidende kenmerken van Ichthyornis aan te geven bij gebrek aan vergelijkingsmateriaal. Hij zag in 1872 wel dat de onderkaken van Colonosaurus van het mosasauride type verschilden door het ontbreken van de fossa Meckeliana aan de binnenzijde maar het volgende jaar al begreep hij dat dit weinig informatief was daar het immers om een vrij late vogel ging in plaats van een zeehagedis. Ichthyornis dispar vergeleek hij met de aalscholvers maar ook dat leverde weinig nuttige inzichten op daar die veel hoger in de vogelstamboom staan. Een uitzondering was dat Marsh opviel dat de halswervels amficoel waren, dus met aan de voorzijde en achterzijde van het wervellichaam holle facetten. Hij zag dat als een zeer basaal kenmerk en zelfs als een mogelijke aanwijzing dat vogels zich vóór de reptielen hadden afgesplitst. Dit was de aanleiding voor de geslachtsnaam.
Ná Marsh bepaalden onderzoekers maar één onderscheidend kenmerk van Ichthyornis: de combinatie van een naar boven gerichte deltopectorale kam van het opperarmbeen met een zwak ontwikkelde crista bicipitalis. Clarke wees er in 2004 echter op dat beide kenmerken plesiomorfieën zijn die al bij basale vogels voorkomen waarvan Ichthyornis ze geërfd had.
Clarke bepaalde in 2004 negen kenmerken die wel onderscheidend waren. Zes daarvan waren zuivere autapomorfieën, dus eigenschappen die uniek zijn voor Ichthyornis. De halswervels zijn amficoel. Dit was geen teken, zoals Marsh dacht, dat vogels mogelijkerwijs van amfibieën afstammen maar moet zich volgens Clarke apart hebben ontwikkeld uit de bij basale vogels wel voorkomende heterocoele halswervels, die een voorvlak hebben dat van boven naar beneden bol is en overdwars hol terwijl het achtervlak omgekeerd gekromd is en dus verticaal hol en horizontaal bol. De tweede autapomorfie is dat bij de voorste staartwervels de voorste gewrichtsuitsteeksels de voorgaande wervel van boven omvatten. Dit is, zoals Marsh al begreep, een omkering van de normale situatie waarin de voorste gewrichtsuitsteeksels via hun bovenste facetten met de onderste facetten van de achterste gewrichtsuitsteeksels articuleren. Bij Ichthyornis zijn deze postzygapophyses echter bijzonder zwak ontwikkeld en niet meer dan een paar articulatievlakken op het achtereind van de wervel waar nu de onderkanten van de prezygapophyses op rusten. Het derde unieke kenmerk is dat op het schouderblad het gebruikelijke uitsteeksel op de onderste voorrand, de processus acromialis, minuscuul is. Het steekt niet verder naar voren uit dan het bultige raakvlak met het ravenbeksbeen. Kenmerk vier betreft de aanwezigheid van een putje voor spieraanhechting aan de uiterste onderkant van de crista bicipitalis van het opperarmbeen. Het vijfde kenmerk is een ovale verruwing op het achterste ondervlak van het spaakbeen. De zesde autapomorfie betreft de aanwezigheid van een grote bult op de voorzijde van het tweede middenhandsbeen nabij het einde van de peesgroeve voor de musculus extensor digitorum communis, de spier die de vingers strekt. De bult was wellicht een aanhechting voor het ligamentum digitometacarpale, het kapsel over de gewrichten tussen middenhandsbeen en vingers, dat ook deze pees op zijn plaats gehouden moet hebben.
Daarnaast waren er drie lokale autapomorfieën, dus eigenschappen die weliswaar niet uniek zijn maar die Ichthyornis gezien zijn positie in de stamboom vermoedelijk toch nieuw had ontwikkeld. Op de voorste binnenkant van het quadratum bevindt zich een grote enkelvoudige pneumatische opening. De buitenste gewrichtsknobbel aan het onderste uiteinde van de ellepijp is zo gevormd dat de lengte van de uitholling tussen de knobbels op de achterkant van de ellepijp gelijk is aan de breedte; normaal is die lengte minder. Het eerste kootje van de tweede vinger heeft een uitsteeksel aan de binnenste achterkant van de onderzijde. Dit komt verder alleen voor bij veel meer afgeleide vogels.

## Fylogenie
Marsh plaatste Ichthyornis in 1880 in zijn Odontornithes, de 'tandvogels', samen met Hesperornis. Indertijd waren zeer weinig vogels uit het Mesozoïcum bekend van meer dan wat botfragmenten en daarom leek het logisch ze samen te voegen. Zulke vogels zouden tot de jaren negentig van de twintigste eeuw tamelijk zeldzaam blijven. Ichthyornis was daarom van speciaal belang in het fylogenetisch onderzoek naar de verwantschappen tussen vroege vogels. Al in de vroege twintigste eeuw werd duidelijk dat de Odontornithes een onnatuurlijke samenvoeging waren van niet speciaal verwante vormen. Waar Ichthyornis dan wel in de stamboom stond, was minder duidelijk.
Na 1990 zou een groot aantal nieuwe vondsten gedaan worden in China, welke het gat van zestig miljoen jaar tussen Archaeopteryx en Ichthyornis dichtten. Na huidige begrippen is Ichthyornis een vrij moderne vogel die nauw verwant is aan de kroongroep van de vogels, de Neornithes. Dit is de groep die afstamt van de laatste gemeenschappelijke voorouder van alle nog levende vogelsoorten. Ichthyornis en de Neornithes vormen samen een aftakking of klade die wel de Carinatae wordt genoemd maar door Clarke werd aangeduid als de Ichthyornithes, oorspronkelijk een in 1873 door Marsh benoemde onderklasse. Ichthyornis is dan de meest basale bekende ichthyorniet. Soorten die eerder geacht werden met Ichthyornis een aparte Ichthyornithidae te vormen, zoals Apatornis, bevinden zich volgens Clarke in een hogere, meer afgeleide, positie en zijn dus nauwer aan de moderne vogels verwant.
|  | Ichthyornis |
|  | |
|  | \| \| Guildavis \| \| \| \| \| \| Apatornis \| \| \| \| \| \| Iaceornis \| \| \| \| \| \| Neornithes \| \| \| \| |
|  | |
|  | Guildavis |
|  | |
|  | Apatornis |
|  | |
|  | Iaceornis |
|  | |
|  | Neornithes |
|  | |

|  | Guildavis  |
|  |            |
|  | Apatornis  |
|  |            |
|  | Iaceornis  |
|  |            |
|  | Neornithes |
|  |            |

Sommige onderzoekers reserveren de term Aves of vogels voor de kroongroep. Ichthyornis is in dat geval geen vogel maar een basaal lid van de Avialae.
Opmerkelijk is dat Clarke in 2004 Ichthyornis ook als een klade heeft gedefinieerd, een aftakking. Alle soorten zouden tot deze klade behoren die nauwer verwant zijn aan YPM 1450 (het holotype van I. dispar) dan aan de Aves sensu Gauthier & de Queiroz (de Aves in deze zin komen overeen met de Neornithes) en afstammelingen zijn van een voorouder die de bovengenoemde zuivere apomorfieën bezat (behalve het putje op het opperarmbeen waarvan onvoldoende zeker was of het echt een apart kenmerk was). Dit soort definities is ongebruikelijk omdat ze naamgeving en fylogenie vermengen, het patroon van kenmerken vaak sterk per studie en ook binnen een studie verschilt, en een andere interpretatie van de kenmerken verhindert dat de definitie nog toepasbaar is.

## Levenswijze
Aangezien Ichthyornis is zeeafzettingen is gevonden, soms op grote afstand van de toenmalige kustlijn, wordt meestal aangenomen dat het een zeevogel was die van vis leefde.
Histologisch onderzoek naar de botstructuur heeft uitgewezen dat Ichthyornis snel groeide en net als moderne vogels binnen één jaar zijn maximale lichaamsomvang bereikte.